# Réseau mondial de prière du pape
Le Réseau mondial de prière du pape, qui comprend le Mouvement eucharistique des jeunes, est une œuvre pontificale de l'Église catholique, dont la mission est de « mobiliser les catholiques par la prière et l'action face aux défis de l'humanité et de la mission de l'Église ». Ces défis se présentent sous la forme d'intentions de prière mensuelles que le pape confie, par le biais de son Réseau Mondial de Prière, à tous les fidèles du monde,.
Fondé en 1844 en tant qu’Apostolat de la prière, il a changé de nom en 2016 pour devenir le Réseau mondial de prière du pape. En mars 2018, le pape François a établi ce service ecclésial comme une œuvre pontificale, approuvant ses nouveaux statuts. En décembre 2020 le pape a établi cette œuvre pontificale en tant que fondation vaticane et approuvé ses nouveaux statuts. Aujourd'hui, il est présent dans 89 pays et compte plus de 22 millions de catholiques, dont une branche destinée spécifiquement aux jeunes de 7 à 18 ans : le Mouvement eucharistique des jeunes (MEJ).
Depuis 2016, son directeur international est le prêtre jésuite Frédéric Fornos.
En 2019, il a célébré 175 ans d'histoire lors d'une rencontre internationale au Vatican en présence du pape François et de plus de 6 000 invités.
Le Réseau mondial de prière du pape pilote divers projets et initiatives d'évangélisation, avec une large portée dans le monde numérique catholique et une forte exposition dans les médias : parmi ces initiatives: Click To Pray, l'itinéraire de formation spirituelle Le Chemin du Cœur, et l'application pour prier le chapelet, Click To Pray eRosary.

## Intentions du pape

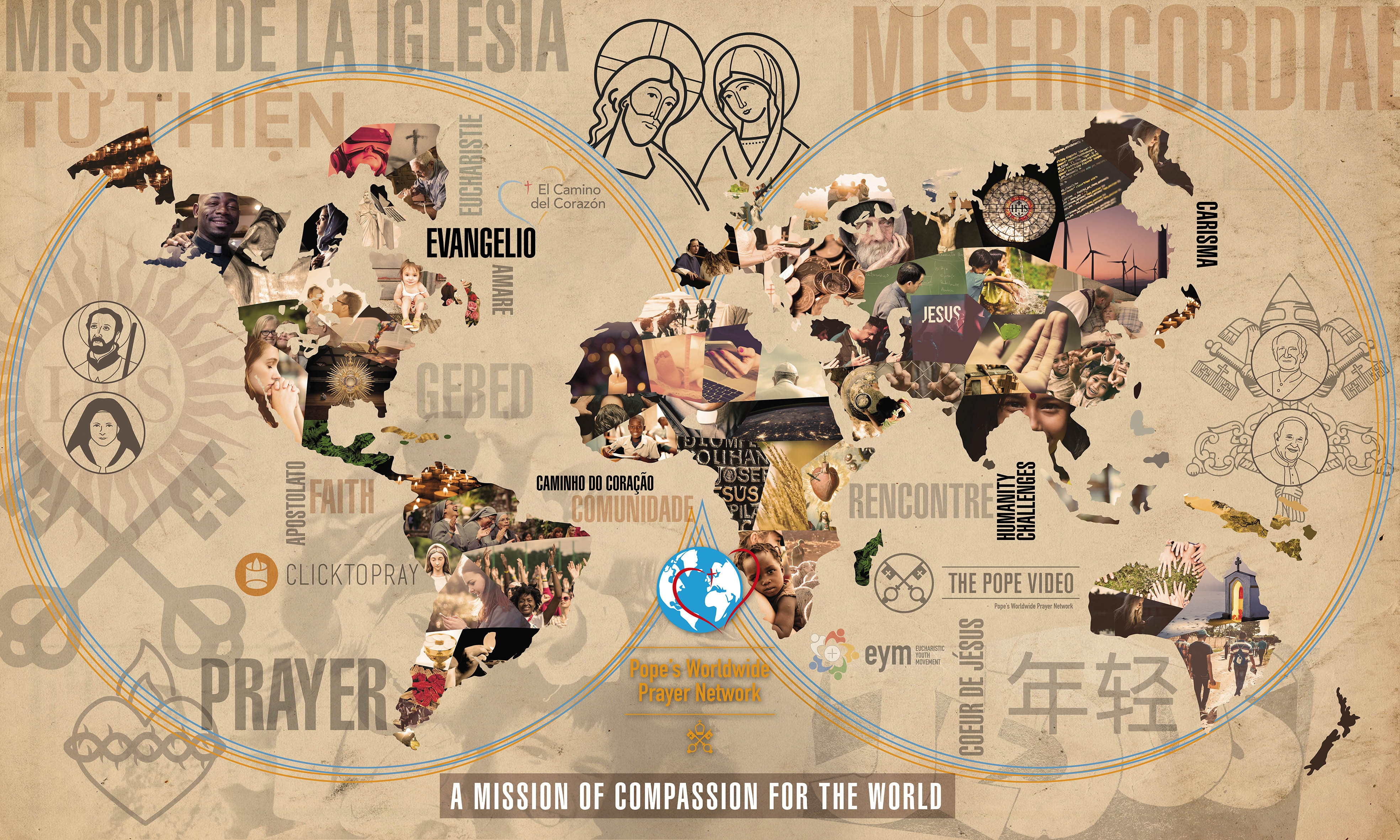
Réseau Mondial de Prière du Pape, « au service des défis de l’humanité et de la mission de l’Eglise ».

Dans les années 1880, le pape Léon XIII constatant que ce mode de prière apostolique simple et profond se répandait, annonça qu’il proposerait des intentions de prière pour chaque mois, à joindre à l'offrande quotidienne. Ces intentions adoptées de commun accord rapprocheraient les membres de l’association entre eux et surtout du Christ. 
En 1929, Pie XI ajoute une intention missionnaire spécifique pour chaque mois. Ces intentions sont plus spécialement pour ceux qui s'engagent à répandre l'Évangile dans le monde entier. Aujourd'hui encore (2014), le pape fait connaitre les deux intentions mensuelles qu’il propose aux prières des membres de l’association.

## Un processus de recréation: le Réseau mondial de prière du pape
En 2009, le père Adolfo Nicolás, alors supérieur général de la Compagnie de Jésus, a voulu promouvoir la recréation du service ecclésial de l'Apostolat de la prière. C’est ainsi qu’a débuté un long processus visant à redécouvrir la partie essentielle et authentique de sa mission tout au long de son histoire.
En 2010 a commencé un parcours de réflexion et de discernement dans lequel les différents directeurs et coordinateurs nationaux ont travaillé pour présenter le trésor spirituel de l'Apostolat de la prière dans le nouveau contexte actuel. Cette nouvelle façon de présenter sa mission a abouti à la rédaction d'un document présenté au pape François en 2014. De ce document est issue la proposition d'un "Réseau mondial de prière du pape", formalisée en 2015, avec une nouvelle identité visuelle.

Le dimanche 8 janvier 2017, le pape François a encouragé les fidèles du monde entier, lors de la prière de l'Angélus sur la place Saint-Pierre, à se joindre à lui dans la prière et a utilisé pour la première fois ce nouveau nom:
« Je voudrais vous inviter à rejoindre le Réseau mondial de prière du pape qui diffuse, également à travers les réseaux sociaux, les intentions de prière que je propose chaque mois à toute l'Église. Ainsi, l'apostolat de la prière continue de progresser et la communion grandit ».
En 2018, le pape François a officiellement créé le Réseau mondial de prière du pape, anciennement connu sous le nom d'Apostolat de la prière, en tant qu'œuvre pontificale ayant son siège légal dans l'État de la Cité du Vatican. En décembre 2020 le Pape a établi cette œuvre en tant que fondation vaticane.

### 175eanniversaire
Le 28 juin 2019, le pape François a reçu dans la salle Paul VI une délégation de son Réseau mondial de prière (comprenant le Mouvement Eucharistique des Jeunes) à l'occasion du 175e anniversaire de sa fondation et du dixième anniversaire du début de sa recréation. Cette rencontre internationale s'est tenue en la solennité du Cœur de Jésus. Elle a rassemblé plus de 6000 invités et 7500 personnes via Facebook live pour célébrer les fruits du processus de recréation. Lors de l'événement, le pape François a prononcé un discours dans lequel il a remercié cette institution pour son engagement par la prière et l’apostolat.
 : « Soyez attentifs : le cœur de la mission de l'Église est la prière. Nous pouvons faire beaucoup de choses, mais sans la prière, cela ne marche pas », pape François.

## Le Mouvement eucharistique des jeunes
Le Mouvement eucharistique des jeunes (MEJ) est la branche jeunesse du Réseau Mondial de Prière du Pape. Il s'agit d'enfants et de jeunes de 7 à 18 ans qui veulent vivre selon l’exemple de Jésus. Le MEJ les aide à construire une relation d'amitié avec Jésus. Il tire ses fondements des Exercices spirituels d'Ignace de Loyola.
Ses origines remontent à 1914, année où le Congrès eucharistique international de Lourdes a convoqué « une grande ligue eucharistique d'enfants, qui allait réveiller dès l'enfance un mouvement général » vers la communion. À la suite de ce Congrès eucharistique, des groupes se sont constitués et structurés, tels que les Ligues eucharistiques et les Croisades de prière des enfants. Certains étaient liés à l'Apostolat de la prière. Dans le cadre de la Croisade de Bordeaux, initiée le 13 novembre 1915, est née la Croisade eucharistique, aujourd'hui appelée Mouvement eucharistique des jeunes (MEJ).

## Initiatives et projets
Une partie du processus de recréation du Réseau Mondial de Prière du Pape a consisté à s'engager dans le monde de la communication numérique. Il ne s'agissait pas seulement de communiquer la même chose par des moyens numériques, mais d'introduire une nouvelle vision, de nouveaux langages et de nouvelles manières de partager ce trésor spirituel, en particulier avec les jeunes. C’est ainsi qu’ont été lancées des initiatives, des projets et des applications qui ont une portée mondiale. Il s'agit de mettre en lumière et de valoriser toutes les personnes invisibles et sans voix des réseaux locaux, qui prient pour la mission de l'Église. Parmi ces initiatives, on peut citer :

### Click to Pray

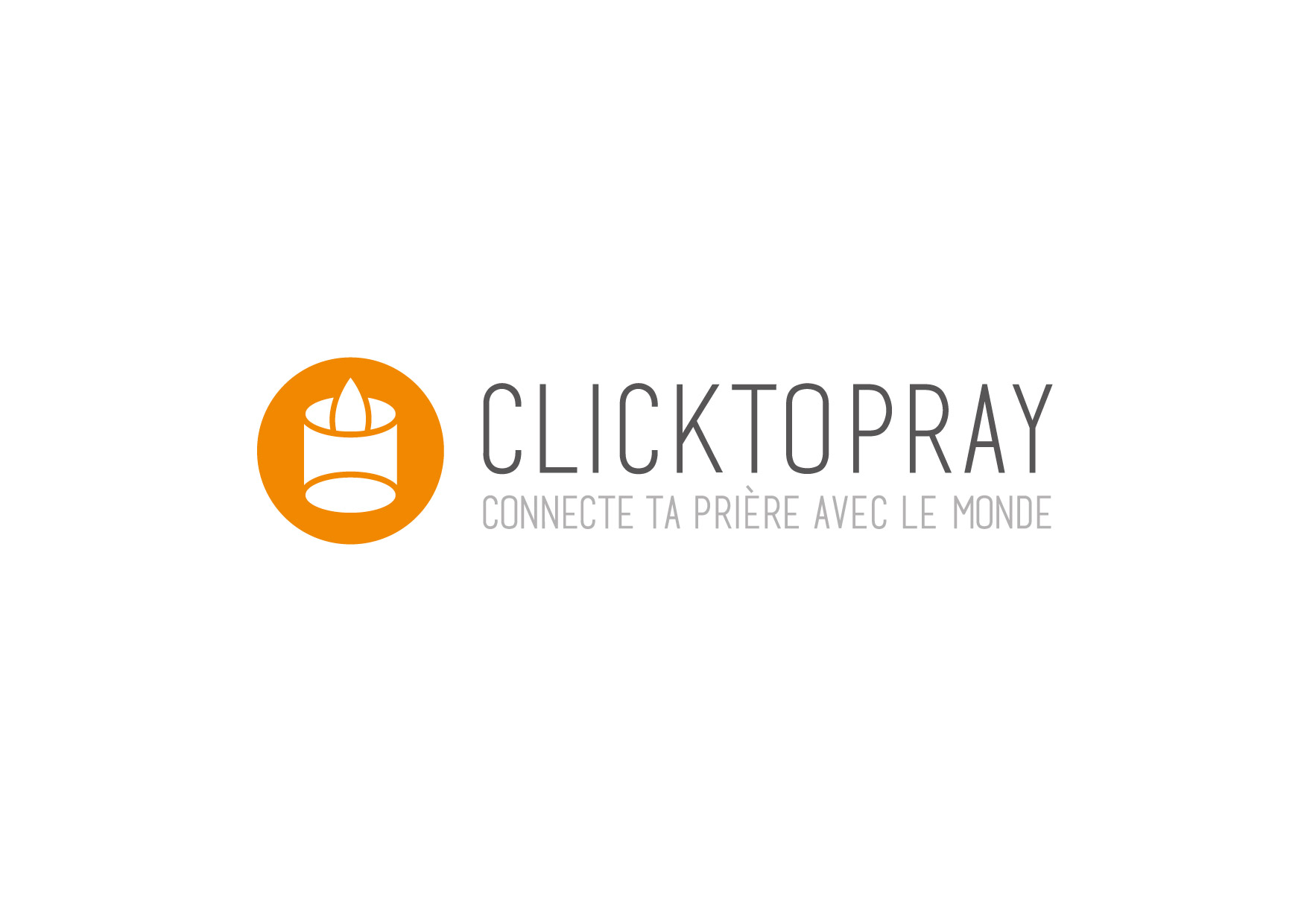
Click To Pray est la plateforme de prière officielle du pape.

Click To Pray est la plateforme de prière officielle du Pape. C’est une plateforme et application gratuite qui permet de prier pour les intentions de prière du pape François. Elle propose également une pédagogie pour prier chaque jour et permet de relier les prières des catholiques à travers le monde grâce à un « Mur de prières ». Lancée en mars 2016 c’est aujourd’hui une des applications religieuses les plus téléchargées au monde[réf. nécessaire].
Le pape François dispose d'un profil officiel sur cette application : c’est le troisième réseau social sur lequel il a son compte, après Twitter et Instagram.

### LaVidéo du pape

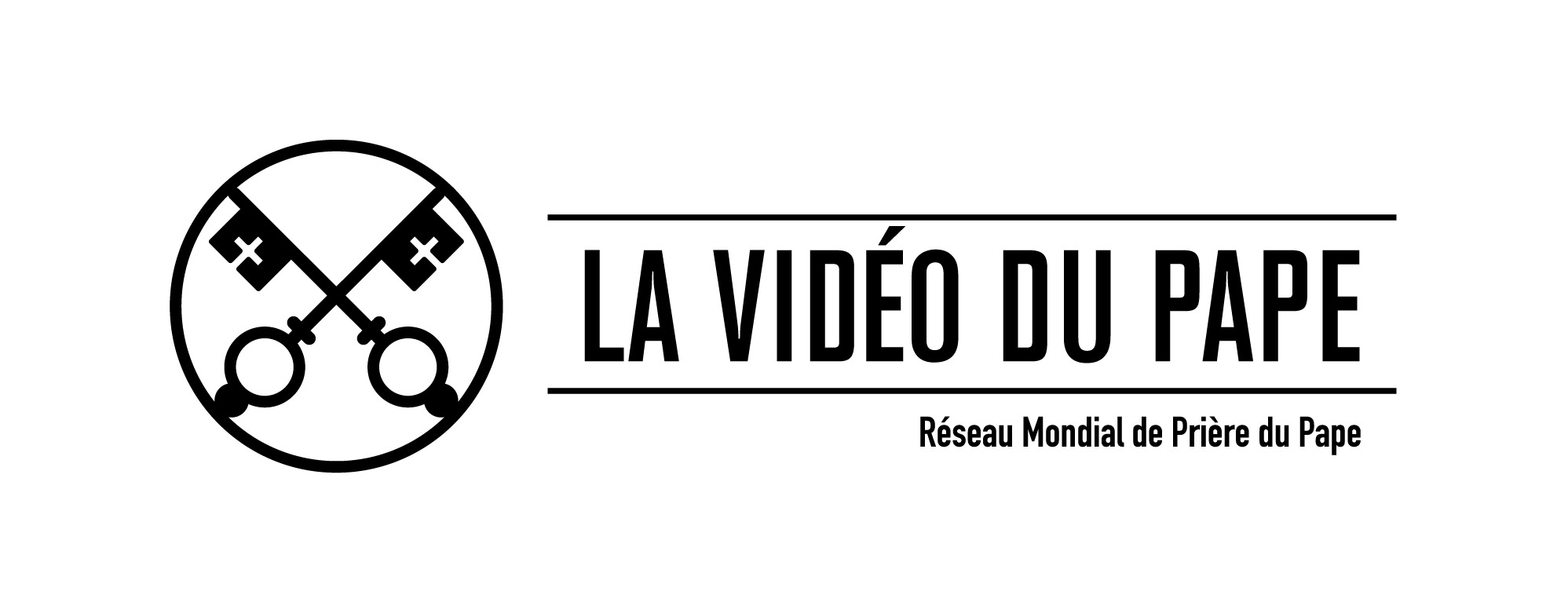
Logo officiel de la Vidéo du pape

La Vidéo du pape est une initiative globale et libre qui cherche à partager avec les catholiques du monde entier les intentions de prière que le pape François confie chaque mois à l'Église catholique. Chaque mois, le Réseau mondial de prière du pape réalise une vidéo dans laquelle le pape parle devant la caméra pour présenter un défi de l'humanité et de la mission de l'Église, et pour demander la prière de tous. La première vidéo, lancée en janvier 2016, portait sur le dialogue interreligieux.
La Vidéo du pape, traduite chaque mois en 21 langues, a son propre site web, où les éditions mensuelles sont partagées, accompagnées de communiqués de presse et d’infographies. Elle est publiée sur Facebook, Twitter, Instagram, YouTube, et également relayée par les autres réseaux sociaux officiels du pape François : Twitter et Instagram.

### Click to Pray eRosary
Click To Pray eRosary est une application gratuite, disponible en 5 langues, qui aide les catholiques à prier le chapelet pour la paix dans le monde. Elle cherche à conjuguer la tradition spirituelle de l'Église catholique et les dernières avancées technologiques. Cette application existe depuis octobre 2019.

### Le Chemin du cœur
Le Chemin du cœur est une application gratuite et un site web en espagnol qui propose l'itinéraire spirituel du Réseau mondial de prière du pape. Ce parcours de formation aide les utilisateurs à entrer dans une mission de compassion pour le monde.